# Colbordolo

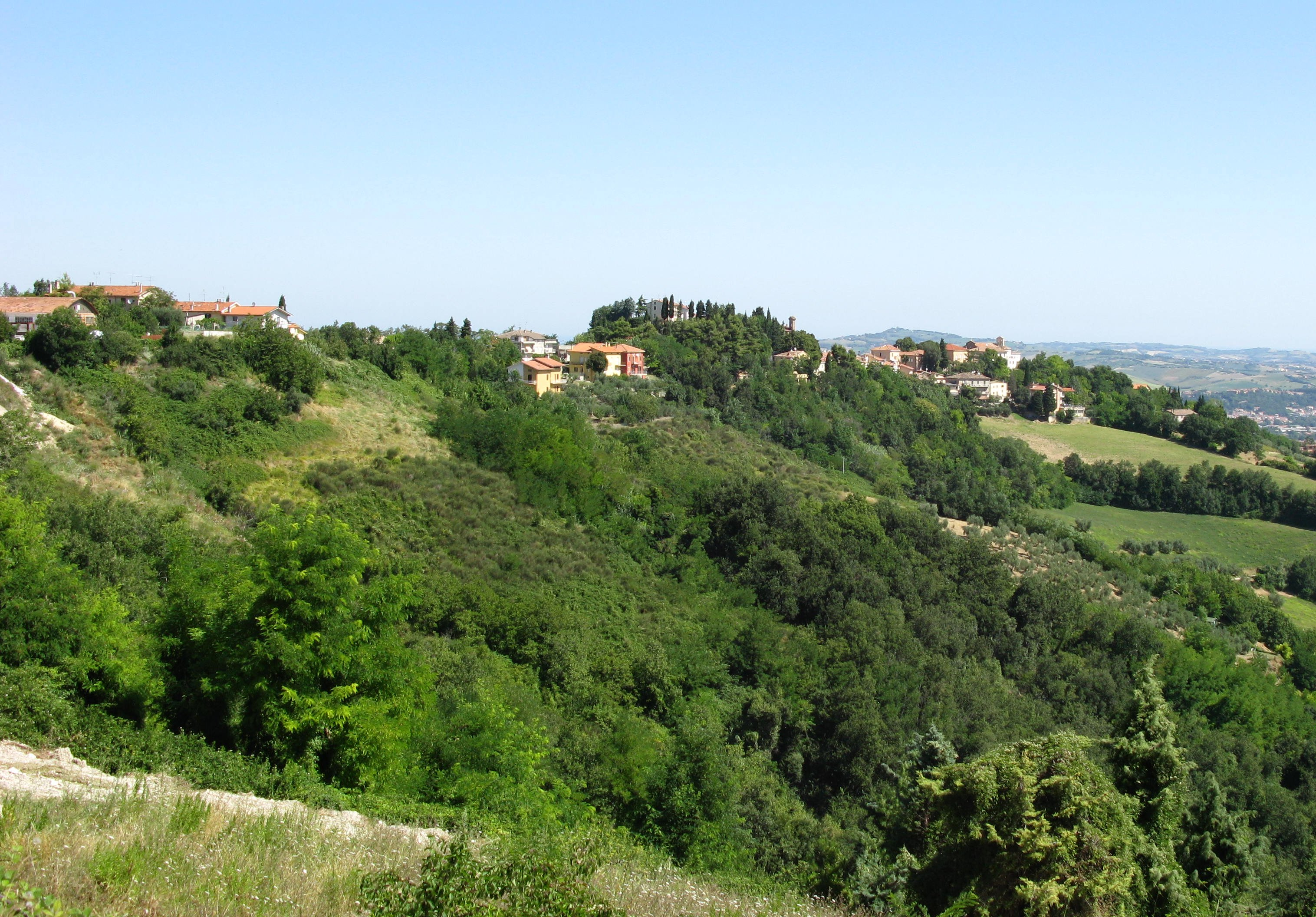
Colbordolo

Colbordolo là một đô thị ở tỉnh Pesaro và Urbino trong vùng Marche, nằm cách 70 km về phía tây bắc của Ancona và khoảng 20 km về phía tây nam của Pesaro. Tại thời điểm ngày 31 tháng 12 năm 2004, đô thị này có dân số 5.663 và diện tích là 27.4 km².
Colbordolo giáp các đô thị sau: Montecalvo in Foglia, Montelabbate, Petriano, Sant'Angelo in Lizzola, Tavullia, Urbino.